# Anna Seniuk

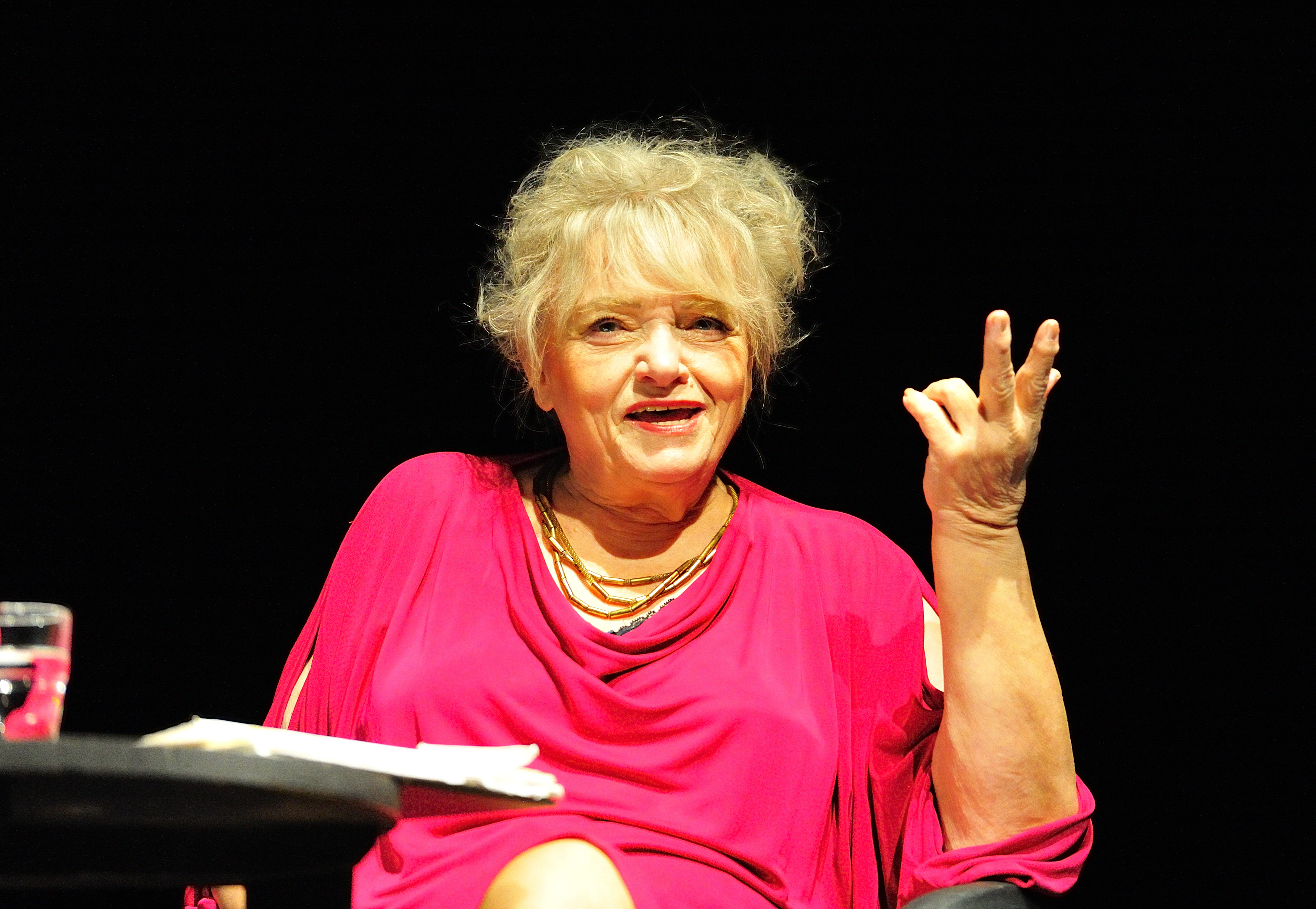
Anna Seniuk (2024)

Anna Seniuk-Małecka (ur. 17 listopada 1942 w Stanisławowie) – polska aktorka teatralna i filmowa, profesor sztuk teatralnych (1998), od 1998 profesor Akademii Teatralnej im. Aleksandra Zelwerowicza w Warszawie.

## Życiorys
Dzieciństwo spędziła w Krzeszowicach, Jawiszowicach i w Zatorze pod Oświęcimiem. Później mieszkała w Krakowie, gdzie uczęszczała do VII Liceum Ogólnokształcącego im. Zofii Nałkowskiej, mieszczącego się wówczas przy ulicy Michałowskiego, a następnie podjęła studia w szkole teatralnej, choć początkowo myślała o studiach z zakresu konserwacji zabytków bądź historii sztuki.
W 1964 roku ukończyła Państwową Wyższą Szkołę Teatralną w Krakowie i zadebiutowała na scenie rolą Irmy w Wariatce z Chaillot J. Giraudoux w Starym Teatrze im. Heleny Modrzejewskiej w Krakowie. W latach 1964–1970 była aktorką Starego Teatru w Krakowie. Następnie wchodziła w skład zespołów Teatru Ateneum (1970–1974, 1991–2003), Teatru Powszechnego w Warszawie (1977–1982) i Teatru Polskiego (1982–1991). Od roku 2003 występuje w Teatrze Narodowym w Warszawie.
Występowała także w Teatrze Telewizji, w filmach i w licznych serialach. Niezapomnianą kreację aktorską Magdy Karwowskiej stworzyła w jednym z najpopularniejszych polskich seriali telewizyjnych: Czterdziestolatku i Czterdziestolatku 20 lat później w reżyserii Jerzego Gruzy. Współpracuje z Teatrem Polskiego Radia od lat 70. XX w. Do tej pory zagrała ponad 40 ról radiowych, wśród nich znalazły się także słuchowiska dla dzieci.
Otrzymała wiele nagród. W 1979 roku została nagrodzona Nagrodą Prezesa Rady Ministrów II stopnia za kreacje aktorskie. Laureatka Nagrody im. Aleksandra Zelwerowicza – przyznawanej przez redakcję miesięcznika „Teatr” – za sezon 1991/1992, za rolę Dulskiej w Moralności Pani Dulskiej Gabrieli Zapolskiej w Teatrze TV i Nagrody im. Ireny Solskiej (2016).
Tytuł naukowy profesora uzyskała 22 lipca 1998 roku.

## Życie prywatne
Była żoną polskiego kompozytora Macieja Małeckiego (rozwód w 1994 roku), z którym ma dwójkę dzieci: syna Grzegorza (aktora) i córkę Magdalenę (muzyka).

## Filmografia
- 1963: Weekendy – Magda
- 1963: Zacne grzechy – wiejska dziewczyna
- 1965: Głos ma prokurator – Zofia Trepa
- 1965: Niekochana – kelnerka w kawiarni w Sukiennicach
- 1966: Lenin w Polsce – dziewczyna
- 1968: Tabliczka marzenia – Eliza, żona Stefana
- 1968: Stawka większa niż życie – Elsa Schmidtke
- 1968: Lalka – prostytutka Magdalenka
- 1970: Romantyczni – służąca
- 1970: Przygoda Stasia – matka Stasia
- 1971: Zabijcie czarną owcę – matka Tymona
- 1971: Kardiogram – Teresa
- 1971: Niedziela Barabasza – Żona Barabasza
- 1973: Żółw – żona Rafała
- 1973: Czarne chmury – Magda Domaradzka
- 1974–1977: Czterdziestolatek – Magda Karwowska
- 1974: Ile jest życia – Daniela
- 1974: Godzina za godziną – przyjaciółka Tadeusza
- 1974: Krajobrazy Żeromskiego – lektorka (głos)
- 1974: Potop – Marynia Gasztowtówna-Pacunelka
- 1974: Gąszcz – Marta Chwalkówna
- 1975: Moja wojna, moja miłość – znajoma ojca Marka
- 1976: Motylem jestem, czyli romans 40-latka – Magda Karwowska
- 1978: Bilet powrotny – Antonina
- 1979: Panny z Wilka – Julcia
- 1979: Pełnia – bufetowa Zosia
- 1979: Ojciec królowej – Maria Kazimiera
- 1979: Kung-fu – Rowicka
- 1980: Ćma – Magda – kochanka Jana
- 1980: Tylko Kaśka – matka Kaśki
- 1981: Konopielka – Handzia
- 1983: Soból i panna – gospodyni Marcela
- 1983: Szaleństwa panny Ewy – Szymbartowa
- 1984: Tumor Witkacego – Anna Liptowska grająca rolę Rozhulantyny, żony Tumora Mózgowicza
- 1984: Szaleństwa panny Ewy – Szymbartowa
- 1990: Europa, Europa – działaczka hitlerowska
- 1992: Szwedzi w Warszawie – Hipolitowa, gospodyni Rafałowicza
- 1992: Gdy rozum śpi (Coupable d’innocence)
- 1993: Przypadek Pekosińskiego – koleżanka Danusia
- 1993: Czterdziestolatek 20 lat później – Magda Karwowska
- 1993–1994: Bank nie z tej ziemi – Magda „Maggie” Kropkowska
- 1993: Wow
- 1995: Awantura o Basię – doktorowa Budzisz
- 1995: Opowieść o Józefie Szwejku i jego najjaśniejszej epoce
- 1995: Opowieść o Józefie Szwejku i jego drodze na front – Palivcova
- 1996: Tajemnica Sagali – sąsiadka Zawilskich
- 1996: Awantura o Basię – doktorowa Amelia Budzisz (nie występuje w czołówce)
- 1997: Pokój 107 – mama Irka
- 1998: Gwiezdny pirat – pisarka Jadwiga Kurcewicz
- 1999: Przygody dobrego wojaka Szwejka – Palivcova
- 2000: Piotrek zgubił dziadka oko, a Jasiek chce dożyć spokojnej starości – Dzidzia
- 2001: Garderoba damska – Dorota
- 2005: Egzamin z życia – Jadwiga Kleiberg
- 2006: Dziki jeździec – starsza pielęgniarka
- 2007: Chłopiec na galopującym koniu – pielęgniarka Basia
- 2009: Laura – teściowa Zbyszka
- 2010: Na dobre i na złe – Jagoda Kwiecińska, babcia Bartka
- 2011: Wszyscy kochają Romana – Maryla
- 2011: Licencja na wychowanie – matka Romy i Julii
- 2012: Wszystkie kobiety Mateusza – Barbara Okońska
- 2012: Ja to mam szczęście! – Adela, matka Joanny
- 2013: Kanadyjskie sukienki – Zofia Michalska
- 2014: Brancz – Alicja Lemańska, matka Szymona
- 2015: Nie rób scen – Krystyna, babcia Olgi
- 2017: Syn Królowej Śniegu – Zofia
- 2018 – 2022: Leśniczówka – doktor Czesława Ździebłowska
- 2020: Mały zgon – Teresa, matka Ryszarda
- 2022: Niebezpieczni dżentelmeni – pani Leszczyńska
- 2023: Dom pod Dwoma Orłami – Janina Szablewska
- 2024: Nic na siłę – Halina Madej

## Polski dubbing
- 1975: Pszczółka Maja
- 1976: Pogoda dla bogaczy
- 1991: Amerykańska opowieść. Fievel jedzie na Zachód – Kitty
- 1995: Jeszcze bardziej zgryźliwi tetrycy – Maria Ragetti
- 1996: Byli sobie odkrywcy
- 1998−1999: Podróże z Aleksandrem i Emilią – Emilia
- 2005: Opowieści z Narnii: Lew, czarownica i stara szafa – pani Bóbr
- 2009: Dzwoneczek i zaginiony skarb – wróżka Duszka
- 2009: Dzieci Ireny Sendlerowej – matka Ireny
- 2011: Gnomeo i Julia – pani Bluebury

## Publikacje książkowe
- Anna Seniuk czyta "Wichrowe wzgórza" Emily Brontë (książka z płytą MP3; Agora 2012, ISBN 978-83-11124-62-2; seria: "Mistrzowie słowa");
- Warszawa lata 70. (album fotografii; autorka słowa wstępnego; wybór fotografii Jan Łoziński; Wydawnictwo BoSz – Narodowe Archiwum Cyfrowe 2015, ISBN 978-83-7576-255-6);
- Nietypowa baba jestem czyli Anna Seniuk w rozmowie z córką Magdaleną Małecką-Wippich (Wydawnictwo Znak Literanova 2016, ISBN 978-83-240-3708-7)

## Odznaczenia
- Krzyż Komandorski Orderu Odrodzenia Polski (2011)[5]
- Krzyż Oficerski Orderu Odrodzenia Polski (2002)[6]
- Krzyż Kawalerski Orderu Odrodzenia Polski (1988)
- Złoty Krzyż Zasługi (1977)
- Odznaka Zasłużony Działacz Kultury (1989)
- Złoty Medal „Zasłużony Kulturze Gloria Artis” (2011)[7]
- Złota odznaka honorowa „Za Zasługi dla Warszawy”  (1989)[8]
- Złota Odznaka Klubu Miłośników Teatru za zasługi w dziedzinie upowszechniania kultury (1968)

## Nagrody
- 1977: Nagroda główna za rolę Karoliny David w Nocy Trybad Per Olova Enquista w reżyserii Ernsta Günthera z Teatru Powszechnego w Warszawie na Kaliskich Spotkaniach Teatralnych
- 1979: Laureatka Nagrody Prezesa Rady Ministrów II stopnia za kreacje aktorskie.
- 1988: Laureatka „Złotej Syrenki”.
- 1997: „Wielki Splendor” – nagroda Teatru Polskiego Radia[9].
- 1999: Laureatka Telekamery 1999 dla najlepszej aktorki.
- 2000: Laureatka „Złotego Mikrofonu” za kreacje aktorskie w Teatrze Polskiego Radia oraz adaptację i reżyserię spektakli radiowych Balladyny Juliusza Słowackiego i Pchły Szachrajki Jana Brzechwy.
- 2004: „Tele Maska” dla najlepszej aktorki w Teatrze Telewizji Polskiej.
- 2004: Grand Prix i Nagroda publiczności dla przedstawienia dyplomowego Akademii Teatralnej w Warszawie Księżniczka na opak wywrócona Calderona na 15. Międzynarodowym Festiwalu Szkół Teatralnych „Istropolitana Project 2004” w Bratysławie.
- 2007: Nagroda Ministra Kultury i Dziedzictwa Narodowego w dziedzinie teatru.
- 19 maja 2012: Wielka Nagroda Festiwalu „Dwa Teatry – Sopot 2012” za wybitne kreacje aktorskie w Teatrze Polskiego Radia i Teatrze Telewizji (razem z Jerzym Stuhrem)[10].
- 2016: Nagroda im. Ireny Solskiej
- 2023: Nagroda Magazynu VIP[11]